# Tour La Provence 2018
La 3.ª edición del Tour La Provence fue una carrera de ciclismo en ruta que se celebró en Francia entre el 8 y el 11 de febrero de 2018 con un recorrido de 482,9 km con un prólogo en el Circuito Paul Ricard en Le Castellet y tres etapas entre las localidades de Aubagne y Marsella. 
La carrera formó parte del UCI Europe Tour 2018 de los Circuitos Continentales UCI, dentro de la categoría 2.1.
La carrera fue ganada por el ciclista francés Alexandre Geniez del equipo AG2R La Mondiale. El podio lo completaron los también franceses Tony Gallopin del AG2R La Mondiale y Rudy Molard del FDJ.

## Equipos participantes
Tomaron parte en la carrera 13 equipos: 2 de categoría UCI WorldTeam, 5 de categoría Profesional Continental y 6 de categoría Continental, quines conformaron un pelotón de 106 ciclistas de los cuales terminaron 101:
| WorldTeams (2)- AG2R La Mondiale - FDJ Equipos continentales profesionales (5)- Fortuneo-Samsic - Vital Concept - Direct Énergie - Delko-Marseille Provence-KTM - Cofidis, Solutions Crédits Equipos continentales (6)- Roubaix Lille Métropole - Saint Michel-Auber 93 - Polartec-Kometa - Sovac-Natura4Ever - Lotto-Kern-Haus - Amore & Vita-Prodir |
| |

## Etapas
| Etapa     | Fecha     | Recorrido                                   | type            | Distancia (km) | Ganador            | Líder            |
| --------- | --------- | ------------------------------------------- | --------------- | -------------- | ------------------ | ---------------- |
| Prólogo   | 8 de feb  | Circuito Paul Ricard – Circuito Paul Ricard | prólogo         | 5,8            | Alexandre Geniez   | Alexandre Geniez |
| 1.ª etapa | 9 de feb  | Aubagne – Istres                            | etapa escarpada | 165,9          | Christophe Laporte | Alexandre Geniez |
| 2.ª etapa | 10 de feb | La Ciotat – Gémenos                         | etapa escarpada | 144,5          | Rémy Di Gregorio   | Alexandre Geniez |
| 3.ª etapa | 11 de feb | Aix-en-Provence – Marsella                  | etapa escarpada | 166,7          | Christophe Laporte | Alexandre Geniez |

## Desarrollo de la carrera

### Prólogo
| Circuito Paul Ricard - Circuito Paul Ricard | prólogo | (5,8 km) |

| \| Clasificación de la etapa \| Clasificación de la etapa \| Clasificación de la etapa \| Clasificación de la etapa \| Clasificación de la etapa \| \| Ciclista \| Ciclista \| Equipo \| Tiempo \| \| \| ------------------------- \| ------------------------- \| -------------------------- \| ------------------------- \| ------------------------- \| \| 1.º \| Alexandre Geniez \| AG2R La Mondiale \| 6 min 49 s \| \| \| 2.º \| Sylvain Chavanel \| Direct Énergie \| + 2 s \| \| \| 3.º \| Christophe Laporte \| Cofidis, Solutions Crédits \| + 2 s \| \| \| 4.º \| Tony Gallopin \| AG2R La Mondiale \| + 5 s \| \| \| 5.º \| Rudy Molard \| FDJ \| + 7 s \| \| \| 6.º \| Yoann Paillot \| Saint Michel-Auber 93 \| + 7 s \| \| \| 7.º \| Jérémy Cabot \| Roubaix Lille Métropole \| + 7 s \| \| \| 8.º \| Marc Sarreau \| FDJ \| + 8 s \| \| \| 9.º \| Bruno Armirail \| FDJ \| + 8 s \| \| \| 10.º \| Anthony Perez \| Cofidis, Solutions Crédits \| + 10 s \| \| |                    |                            |            |
| |                    |                            |            |
| |                    |                            |            |
| Clasificación de la etapa |                    |                            |            |
| Ciclista | Ciclista           | Equipo                     | Tiempo     |
| 1.º | Alexandre Geniez   | AG2R La Mondiale           | 6 min 49 s |
| 2.º | Sylvain Chavanel   | Direct Énergie             | + 2 s      |
| 3.º | Christophe Laporte | Cofidis, Solutions Crédits | + 2 s      |
| 4.º | Tony Gallopin      | AG2R La Mondiale           | + 5 s      |
| 5.º | Rudy Molard        | FDJ                        | + 7 s      |
| 6.º | Yoann Paillot      | Saint Michel-Auber 93      | + 7 s      |
| 7.º | Jérémy Cabot       | Roubaix Lille Métropole    | + 7 s      |
| 8.º | Marc Sarreau       | FDJ                        | + 8 s      |
| 9.º | Bruno Armirail     | FDJ                        | + 8 s      |
| 10.º | Anthony Perez      | Cofidis, Solutions Crédits | + 10 s     |

| \| Clasificación general \| Clasificación general \| Clasificación general \| Clasificación general \| Clasificación general \| \| Ciclista \| Ciclista \| Equipo \| Tiempo \| \| \| --------------------- \| --------------------- \| -------------------------- \| --------------------- \| --------------------- \| \| 1.º \| Alexandre Geniez \| AG2R La Mondiale \| 6 min 49 s \| \| \| 2.º \| Sylvain Chavanel \| Direct Énergie \| + 2 s \| \| \| 3.º \| Christophe Laporte \| Cofidis, Solutions Crédits \| + 2 s \| \| \| 4.º \| Tony Gallopin \| AG2R La Mondiale \| + 5 s \| \| \| 5.º \| Rudy Molard \| FDJ \| + 7 s \| \| \| 6.º \| Yoann Paillot \| Saint Michel-Auber 93 \| + 7 s \| \| \| 7.º \| Jérémy Cabot \| Roubaix Lille Métropole \| + 7 s \| \| \| 8.º \| Marc Sarreau \| FDJ \| + 8 s \| \| \| 9.º \| Bruno Armirail \| FDJ \| + 8 s \| \| \| 10.º \| Anthony Perez \| Cofidis, Solutions Crédits \| + 10 s \| \| |                    |                            |            |
| |                    |                            |            |
| |                    |                            |            |
| Clasificación general |                    |                            |            |
| Ciclista | Ciclista           | Equipo                     | Tiempo     |
| 1.º | Alexandre Geniez   | AG2R La Mondiale           | 6 min 49 s |
| 2.º | Sylvain Chavanel   | Direct Énergie             | + 2 s      |
| 3.º | Christophe Laporte | Cofidis, Solutions Crédits | + 2 s      |
| 4.º | Tony Gallopin      | AG2R La Mondiale           | + 5 s      |
| 5.º | Rudy Molard        | FDJ                        | + 7 s      |
| 6.º | Yoann Paillot      | Saint Michel-Auber 93      | + 7 s      |
| 7.º | Jérémy Cabot       | Roubaix Lille Métropole    | + 7 s      |
| 8.º | Marc Sarreau       | FDJ                        | + 8 s      |
| 9.º | Bruno Armirail     | FDJ                        | + 8 s      |
| 10.º | Anthony Perez      | Cofidis, Solutions Crédits | + 10 s     |

### 1.ª etapa
| Aubagne - Istres | etapa escarpada | (165,9 km) |

| \| Clasificación de la etapa \| Clasificación de la etapa \| Clasificación de la etapa \| Clasificación de la etapa \| Clasificación de la etapa \| \| Ciclista \| Ciclista \| Equipo \| Tiempo \| \| \| ------------------------- \| ------------------------- \| ------------------------------- \| ------------------------- \| ------------------------- \| \| 1.º \| Christophe Laporte \| Cofidis, Solutions Crédits \| 4 h 04 min 44 s \| \| \| 2.º \| Eduard-Michael Grosu \| Nippo-Vini Fantini-Europa Ovini \| + 0 s \| \| \| 3.º \| Pierre Barbier \| Roubaix Lille Métropole \| + 0 s \| \| \| 4.º \| Rudy Barbier \| AG2R La Mondiale \| + 0 s \| \| \| 5.º \| Lilian Calmejane \| Direct Énergie \| + 0 s \| \| \| 6.º \| Julen Irizar \| Euskadi-Murias \| + 0 s \| \| \| 7.º \| Dorian Godon \| Cofidis, Solutions Crédits \| + 0 s \| \| \| 8.º \| Jonas Van Genechten \| Vital Concept \| + 0 s \| \| \| 9.º \| Youcef Reguigui \| Sovac-Natura4Ever \| + 0 s \| \| \| 10.º \| Justin Jules \| WB-Aqua Protect-Veranclassic \| + 0 s \| \| |                      |                                 |                 |
| |                      |                                 |                 |
| |                      |                                 |                 |
| Clasificación de la etapa |                      |                                 |                 |
| Ciclista | Ciclista             | Equipo                          | Tiempo          |
| 1.º | Christophe Laporte   | Cofidis, Solutions Crédits      | 4 h 04 min 44 s |
| 2.º | Eduard-Michael Grosu | Nippo-Vini Fantini-Europa Ovini | + 0 s           |
| 3.º | Pierre Barbier       | Roubaix Lille Métropole         | + 0 s           |
| 4.º | Rudy Barbier         | AG2R La Mondiale                | + 0 s           |
| 5.º | Lilian Calmejane     | Direct Énergie                  | + 0 s           |
| 6.º | Julen Irizar         | Euskadi-Murias                  | + 0 s           |
| 7.º | Dorian Godon         | Cofidis, Solutions Crédits      | + 0 s           |
| 8.º | Jonas Van Genechten  | Vital Concept                   | + 0 s           |
| 9.º | Youcef Reguigui      | Sovac-Natura4Ever               | + 0 s           |
| 10.º | Justin Jules         | WB-Aqua Protect-Veranclassic    | + 0 s           |

| \| Clasificación general \| Clasificación general \| Clasificación general \| Clasificación general \| Clasificación general \| \| Ciclista \| Ciclista \| Equipo \| Tiempo \| \| \| --------------------- \| --------------------- \| -------------------------- \| --------------------- \| --------------------- \| \| 1.º \| Alexandre Geniez \| AG2R La Mondiale \| 4 h 11 min 33 s \| \| \| 2.º \| Sylvain Chavanel \| Direct Énergie \| + 2 s \| \| \| 3.º \| Christophe Laporte \| Cofidis, Solutions Crédits \| + 2 s \| \| \| 4.º \| Tony Gallopin \| AG2R La Mondiale \| + 5 s \| \| \| 5.º \| Rudy Molard \| FDJ \| + 7 s \| \| \| 6.º \| Yoann Paillot \| Saint Michel-Auber 93 \| + 7 s \| \| \| 7.º \| Jérémy Cabot \| Roubaix Lille Métropole \| + 7 s \| \| \| 8.º \| Marc Sarreau \| FDJ \| + 8 s \| \| \| 9.º \| Bruno Armirail \| FDJ \| + 8 s \| \| \| 10.º \| Anthony Perez \| Cofidis, Solutions Crédits \| + 10 s \| \| |                    |                            |                 |
| |                    |                            |                 |
| |                    |                            |                 |
| Clasificación general |                    |                            |                 |
| Ciclista | Ciclista           | Equipo                     | Tiempo          |
| 1.º | Alexandre Geniez   | AG2R La Mondiale           | 4 h 11 min 33 s |
| 2.º | Sylvain Chavanel   | Direct Énergie             | + 2 s           |
| 3.º | Christophe Laporte | Cofidis, Solutions Crédits | + 2 s           |
| 4.º | Tony Gallopin      | AG2R La Mondiale           | + 5 s           |
| 5.º | Rudy Molard        | FDJ                        | + 7 s           |
| 6.º | Yoann Paillot      | Saint Michel-Auber 93      | + 7 s           |
| 7.º | Jérémy Cabot       | Roubaix Lille Métropole    | + 7 s           |
| 8.º | Marc Sarreau       | FDJ                        | + 8 s           |
| 9.º | Bruno Armirail     | FDJ                        | + 8 s           |
| 10.º | Anthony Perez      | Cofidis, Solutions Crédits | + 10 s          |

### 2.ª etapa
| La Ciotat - Gémenos | etapa escarpada | (144,5 km) |

| \| Clasificación de la etapa \| Clasificación de la etapa \| Clasificación de la etapa \| Clasificación de la etapa \| Clasificación de la etapa \| \| Ciclista \| Ciclista \| Equipo \| Tiempo \| \| \| ------------------------- \| ------------------------- \| ---------------------------- \| ------------------------- \| ------------------------- \| \| 1.º \| Rémy Di Gregorio \| Delko-Marseille Provence-KTM \| 3 h 46 min 05 s \| \| \| 2.º \| Lilian Calmejane \| Direct Énergie \| + 0 s \| \| \| 3.º \| Tony Gallopin \| AG2R La Mondiale \| + 0 s \| \| \| 4.º \| Jonathan Hivert \| Direct Énergie \| + 0 s \| \| \| 5.º \| Mathias Le Turnier \| Cofidis, Solutions Crédits \| + 0 s \| \| \| 6.º \| Rudy Molard \| FDJ \| + 0 s \| \| \| 7.º \| Alexandre Geniez \| AG2R La Mondiale \| + 0 s \| \| \| 8.º \| David Gaudu \| FDJ \| + 0 s \| \| \| 9.º \| Mathias Frank \| AG2R La Mondiale \| + 3 s \| \| \| 10.º \| Sylvain Chavanel \| Direct Énergie \| + 9 s \| \| |                    |                              |                 |
| |                    |                              |                 |
| |                    |                              |                 |
| Clasificación de la etapa |                    |                              |                 |
| Ciclista | Ciclista           | Equipo                       | Tiempo          |
| 1.º | Rémy Di Gregorio   | Delko-Marseille Provence-KTM | 3 h 46 min 05 s |
| 2.º | Lilian Calmejane   | Direct Énergie               | + 0 s           |
| 3.º | Tony Gallopin      | AG2R La Mondiale             | + 0 s           |
| 4.º | Jonathan Hivert    | Direct Énergie               | + 0 s           |
| 5.º | Mathias Le Turnier | Cofidis, Solutions Crédits   | + 0 s           |
| 6.º | Rudy Molard        | FDJ                          | + 0 s           |
| 7.º | Alexandre Geniez   | AG2R La Mondiale             | + 0 s           |
| 8.º | David Gaudu        | FDJ                          | + 0 s           |
| 9.º | Mathias Frank      | AG2R La Mondiale             | + 3 s           |
| 10.º | Sylvain Chavanel   | Direct Énergie               | + 9 s           |

| \| Clasificación general \| Clasificación general \| Clasificación general \| Clasificación general \| Clasificación general \| \| Ciclista \| Ciclista \| Equipo \| Tiempo \| \| \| --------------------- \| --------------------- \| -------------------------- \| --------------------- \| --------------------- \| \| 1.º \| Alexandre Geniez \| AG2R La Mondiale \| 7 h 57 min 38 s \| \| \| 2.º \| Tony Gallopin \| AG2R La Mondiale \| + 5 s \| \| \| 3.º \| Rudy Molard \| FDJ \| + 7 s \| \| \| 4.º \| Sylvain Chavanel \| Direct Énergie \| + 11 s \| \| \| 5.º \| Lilian Calmejane \| Direct Énergie \| + 13 s \| \| \| 6.º \| Mathias Le Turnier \| Cofidis, Solutions Crédits \| + 14 s \| \| \| 7.º \| Mathias Frank \| AG2R La Mondiale \| + 16 s \| \| \| 8.º \| Jonathan Hivert \| Direct Énergie \| + 19 s \| \| \| 9.º \| David Gaudu \| FDJ \| + 24 s \| \| \| 10.º \| Quentin Pacher \| Vital Concept \| + 41 s \| \| |                    |                            |                 |
| |                    |                            |                 |
| |                    |                            |                 |
| Clasificación general |                    |                            |                 |
| Ciclista | Ciclista           | Equipo                     | Tiempo          |
| 1.º | Alexandre Geniez   | AG2R La Mondiale           | 7 h 57 min 38 s |
| 2.º | Tony Gallopin      | AG2R La Mondiale           | + 5 s           |
| 3.º | Rudy Molard        | FDJ                        | + 7 s           |
| 4.º | Sylvain Chavanel   | Direct Énergie             | + 11 s          |
| 5.º | Lilian Calmejane   | Direct Énergie             | + 13 s          |
| 6.º | Mathias Le Turnier | Cofidis, Solutions Crédits | + 14 s          |
| 7.º | Mathias Frank      | AG2R La Mondiale           | + 16 s          |
| 8.º | Jonathan Hivert    | Direct Énergie             | + 19 s          |
| 9.º | David Gaudu        | FDJ                        | + 24 s          |
| 10.º | Quentin Pacher     | Vital Concept              | + 41 s          |

### 3.ª etapa
| Aix-en-Provence - Marsella | etapa escarpada | (166,7 km) |

| \| Clasificación de la etapa \| Clasificación de la etapa \| Clasificación de la etapa \| Clasificación de la etapa \| Clasificación de la etapa \| \| Ciclista \| Ciclista \| Equipo \| Tiempo \| \| \| ------------------------- \| ------------------------- \| ------------------------------- \| ------------------------- \| ------------------------- \| \| 1.º \| Christophe Laporte \| Cofidis, Solutions Crédits \| 4 h 15 min 27 s \| \| \| 2.º \| Pierre Barbier \| Roubaix Lille Métropole \| + 0 s \| \| \| 3.º \| Jonas Van Genechten \| Vital Concept \| + 0 s \| \| \| 4.º \| Samuel Dumoulin \| AG2R La Mondiale \| + 0 s \| \| \| 5.º \| Romain Feillu \| Saint Michel-Auber 93 \| + 0 s \| \| \| 6.º \| Jérémy Leveau \| Delko-Marseille Provence-KTM \| + 0 s \| \| \| 7.º \| Damiano Cima \| Nippo-Vini Fantini-Europa Ovini \| + 0 s \| \| \| 8.º \| Marc Sarreau \| FDJ \| + 0 s \| \| \| 9.º \| Cyril Barthe \| Euskadi-Murias \| + 0 s \| \| \| 10.º \| Romain Hardy \| Fortuneo-Samsic \| + 0 s \| \| |                     |                                 |                 |
| |                     |                                 |                 |
| |                     |                                 |                 |
| Clasificación de la etapa |                     |                                 |                 |
| Ciclista | Ciclista            | Equipo                          | Tiempo          |
| 1.º | Christophe Laporte  | Cofidis, Solutions Crédits      | 4 h 15 min 27 s |
| 2.º | Pierre Barbier      | Roubaix Lille Métropole         | + 0 s           |
| 3.º | Jonas Van Genechten | Vital Concept                   | + 0 s           |
| 4.º | Samuel Dumoulin     | AG2R La Mondiale                | + 0 s           |
| 5.º | Romain Feillu       | Saint Michel-Auber 93           | + 0 s           |
| 6.º | Jérémy Leveau       | Delko-Marseille Provence-KTM    | + 0 s           |
| 7.º | Damiano Cima        | Nippo-Vini Fantini-Europa Ovini | + 0 s           |
| 8.º | Marc Sarreau        | FDJ                             | + 0 s           |
| 9.º | Cyril Barthe        | Euskadi-Murias                  | + 0 s           |
| 10.º | Romain Hardy        | Fortuneo-Samsic                 | + 0 s           |

## Clasificaciones finales
Las clasificaciones finalizaron de la siguiente forma:

### Clasificación general
| \| Clasificación general \| Clasificación general \| Clasificación general \| Clasificación general \| Clasificación general \| \| Ciclista \| Ciclista \| Equipo \| Tiempo \| \| \| --------------------- \| --------------------- \| ---------------------------- \| --------------------- \| --------------------- \| \| 1.º \| Alexandre Geniez \| AG2R La Mondiale \| 12 h 13 min 05 s \| \| \| 2.º \| Tony Gallopin \| AG2R La Mondiale \| + 5 s \| \| \| 3.º \| Rudy Molard \| FDJ \| + 7 s \| \| \| 4.º \| Sylvain Chavanel \| Direct Énergie \| + 11 s \| \| \| 5.º \| Lilian Calmejane \| Direct Énergie \| + 13 s \| \| \| 6.º \| Mathias Le Turnier \| Cofidis, Solutions Crédits \| + 14 s \| \| \| 7.º \| Mathias Frank \| AG2R La Mondiale \| + 16 s \| \| \| 8.º \| Jonathan Hivert \| Direct Énergie \| + 19 s \| \| \| 9.º \| David Gaudu \| FDJ \| + 24 s \| \| \| 10.º \| Quentin Pacher \| Vital Concept \| + 41 s \| \| \| 11.º \| Maxime Bouet \| Fortuneo-Samsic \| + 42 s \| \| \| 12.º \| Yoann Bagot \| Vital Concept \| + 42 s \| \| \| 13.º \| Rémy Di Gregorio \| Delko-Marseille Provence-KTM \| + 52 s \| \| \| 14.º \| Anthony Perez \| Cofidis, Solutions Crédits \| + 1 min 02 s \| \| \| 15.º \| Romain Seigle \| FDJ \| + 1 min 03 s \| \| |                    |                              |                  |
| |                    |                              |                  |
| Fuente: ProCyclingStats |                    |                              |                  |
| Clasificación general |                    |                              |                  |
| Ciclista | Ciclista           | Equipo                       | Tiempo           |
| 1.º | Alexandre Geniez   | AG2R La Mondiale             | 12 h 13 min 05 s |
| 2.º | Tony Gallopin      | AG2R La Mondiale             | + 5 s            |
| 3.º | Rudy Molard        | FDJ                          | + 7 s            |
| 4.º | Sylvain Chavanel   | Direct Énergie               | + 11 s           |
| 5.º | Lilian Calmejane   | Direct Énergie               | + 13 s           |
| 6.º | Mathias Le Turnier | Cofidis, Solutions Crédits   | + 14 s           |
| 7.º | Mathias Frank      | AG2R La Mondiale             | + 16 s           |
| 8.º | Jonathan Hivert    | Direct Énergie               | + 19 s           |
| 9.º | David Gaudu        | FDJ                          | + 24 s           |
| 10.º | Quentin Pacher     | Vital Concept                | + 41 s           |
| 11.º | Maxime Bouet       | Fortuneo-Samsic              | + 42 s           |
| 12.º | Yoann Bagot        | Vital Concept                | + 42 s           |
| 13.º | Rémy Di Gregorio   | Delko-Marseille Provence-KTM | + 52 s           |
| 14.º | Anthony Perez      | Cofidis, Solutions Crédits   | + 1 min 02 s     |
| 15.º | Romain Seigle      | FDJ                          | + 1 min 03 s     |

### Clasificación por puntos
| Clasificación por puntos | Clasificación por puntos | Clasificación por puntos        | Clasificación por puntos | Clasificación por puntos |
| Ciclista                 | Ciclista                 | Equipo                          | Puntos                   |                          |
| ------------------------ | ------------------------ | ------------------------------- | ------------------------ | ------------------------ |
| 1.º                      | Christophe Laporte       | Cofidis, Solutions Crédits      | 50 pts                   |                          |
| 2.º                      | Pierre Barbier           | Roubaix Lille Métropole         | 36 pts                   |                          |
| 3.º                      | Lilian Calmejane         | Direct Énergie                  | 32 pts                   |                          |
| 4.º                      | Rémy Di Gregorio         | Delko-Marseille Provence-KTM    | 25 pts                   |                          |
| 5.º                      | Diego Pablo Sevilla      | Polartec-Kometa                 | 24 pts                   |                          |
| 6.º                      | Jonas Van Genechten      | Vital Concept                   | 23 pts                   |                          |
| 7.º                      | Marco Bernardinetti      | Amore & Vita-Prodir             | 20 pts                   |                          |
| 8.º                      | Eduard-Michael Grosu     | Nippo-Vini Fantini-Europa Ovini | 20 pts                   |                          |
| 9.º                      | Tony Gallopin            | AG2R La Mondiale                | 16 pts                   |                          |
| 10.º                     | Jonathan Hivert          | Direct Énergie                  | 14 pts                   |                          |

### Clasificación de la montaña
| Clasificación de la montaña | Clasificación de la montaña | Clasificación de la montaña  | Clasificación de la montaña | Clasificación de la montaña |
| Ciclista                    | Ciclista                    | Equipo                       | Puntos                      |                             |
| --------------------------- | --------------------------- | ---------------------------- | --------------------------- | --------------------------- |
| 1.º                         | Diego Pablo Sevilla         | Polartec-Kometa              | 22 pts                      |                             |
| 2.º                         | Ángel Madrazo               | Delko-Marseille Provence-KTM | 15 pts                      |                             |
| 3.º                         | Jérôme Mainard              | Roubaix Lille Métropole      | 14 pts                      |                             |
| 4.º                         | Marco Bernardinetti         | Amore & Vita-Prodir          | 12 pts                      |                             |
| 5.º                         | Nikolay Mihaylov            | Delko-Marseille Provence-KTM | 12 pts                      |                             |
| 6.º                         | Perrig Quéméneur            | Direct Énergie               | 10 pts                      |                             |
| 7.º                         | Sylvain Chavanel            | Direct Énergie               | 10 pts                      |                             |
| 8.º                         | Rémy Di Gregorio            | Delko-Marseille Provence-KTM | 8 pts                       |                             |
| 9.º                         | Fernando Barceló            | Euskadi-Murias               | 8 pts                       |                             |
| 10.º                        | Lilian Calmejane            | Direct Énergie               | 6 pts                       |                             |

### Clasificación del mejor joven
| Clasificación del mejor joven | Clasificación del mejor joven    | Clasificación del mejor joven | Clasificación del mejor joven | Clasificación del mejor joven |
| Ciclista                      | Ciclista                         | Equipo                        | Tiempo                        |                               |
| ----------------------------- | -------------------------------- | ----------------------------- | ----------------------------- | ----------------------------- |
| 1.º                           | Mathias Le Turnier               | Cofidis, Solutions Crédits    | 12 h 13 min 19 s              |                               |
| 2.º                           | David Gaudu                      | FDJ                           | + 10 s                        |                               |
| 3.º                           | Romain Seigle                    | FDJ                           | + 49 s                        |                               |
| 4.º                           | Michel Ries                      | Polartec-Kometa               | + 1 min 07 s                  |                               |
| 5.º                           | Miguel Ángel Ballesteros Cánovas | Polartec-Kometa               | + 1 min 24 s                  |                               |
| 6.º                           | Cyril Barthe                     | Euskadi-Murias                | + 1 min 39 s                  |                               |
| 7.º                           | Patrick Müller                   | Vital Concept                 | + 3 min 34 s                  |                               |
| 8.º                           | Julien Mortier                   | WB-Aqua Protect-Veranclassic  | + 3 min 36 s                  |                               |
| 9.º                           | Dorian Godon                     | Cofidis, Solutions Crédits    | + 6 min 07 s                  |                               |
| 10.º                          | Luca Henn                        | Team Lotto-Kern Haus          | + 6 min 24 s                  |                               |

### Clasificación por equipos
| Clasificación por equipos | Clasificación por equipos    | Clasificación por equipos | Clasificación por equipos |
| Equipo                    | Equipo                       | Tiempo                    |                           |
| ------------------------- | ---------------------------- | ------------------------- | ------------------------- |
| 1.º                       | AG2R La Mondiale             | 36 h 39 min 36 s          |                           |
| 2.º                       | Direct Énergie               | + 22 s                    |                           |
| 3.º                       | FDJ                          | + 54 s                    |                           |
| 4.º                       | Vital Concept                | + 1 min 59 s              |                           |
| 5.º                       | Saint Michel-Auber 93        | + 2 min 42 s              |                           |
| 6.º                       | Fortuneo-Samsic              | + 2 min 45 s              |                           |
| 7.º                       | WB-Aqua Protect-Veranclassic | + 4 min 26 s              |                           |
| 8.º                       | Delko-Marseille Provence-KTM | + 4 min 26 s              |                           |
| 9.º                       | Cofidis, Solutions Crédits   | + 7 min 04 s              |                           |
| 10.º                      | Polartec-Kometa              | + 8 min 48 s              |                           |

## Evolución de las clasificaciones
| Etapa                   | Vencedor                | Clasificación general | Clasificación por puntos | Clasificación de la montaña | Clasificación de los jóvenes | Clasificación de la combinada | Clasificación por equipos |
| ----------------------- | ----------------------- | --------------------- | ------------------------ | --------------------------- | ---------------------------- | ----------------------------- | ------------------------- |
| Prólogo                 | Alexandre Geniez        | Alexandre Geniez      | no entregado             | no entregado                | Bruno Armirail               | no entregado                  | AG2R La Mondiale          |
| 1ª                      | Christophe Laporte      | Alexandre Geniez      | Christophe Laporte       | Marco Bernardinetti         | Bruno Armirail               |                               | AG2R La Mondiale          |
| 2ª                      | Rémy Di Grégorio        | Alexandre Geniez      | Lilian Calmejane         | Ángel Madrazo               | Mathias Le Turnier           | Ludovic Robeet                | AG2R La Mondiale          |
| 3ª                      | Christophe Laporte      | Alexandre Geniez      | Christophe Laporte       | Diego Pablo Sevilla         | Mathias Le Turnier           | Lilian Calmejane              | AG2R La Mondiale          |
| Clasificaciones finales | Clasificaciones finales | Alexandre Geniez      | Christophe Laporte       | Diego Pablo Sevilla         | Mathias Le Turnier           | Lilian Calmejane              | AG2R La Mondiale          |

## UCI World Ranking
El Tour La Provence otorga puntos para el UCI Europe Tour 2018 y el UCI World Ranking, este último para corredores de los equipos en las categorías UCI WorldTeam, Profesional Continental y Equipos Continentales. Las siguientes tablas muestran el baremo de puntuación y los 10 corredores que obtuvieron más puntos:
| Posición              | 1.ª | 2.ª | 3.ª | 4.ª | 5.ª | 6.ª | 7.ª | 8.ª | 9.ª | 10.ª | 11.ª | 12.ª | 13.ª-15.ª | 16.ª-25.ª |
| Clasificación general | 125 | 85  | 70  | 60  | 50  | 40  | 35  | 30  | 25  | 20   | 15   | 10   | 5         | 3         |
| Por etapa             | 14  | 5   | 3   |     |     |     |     |     |     |      |      |      |           |           |
| Líder                 | 3   |     |     |     |     |     |     |     |     |      |      |      |           |           |

| Clasificación | Clasificación      | Clasificación              | Clasificación | Clasificación | Clasificación | Clasificación |
| Posición      | Ciclista           | Equipo                     | General       | Etapa         | Líder         | Total         |
| ------------- | ------------------ | -------------------------- | ------------- | ------------- | ------------- | ------------- |
| 1.º           | Alexandre Geniez   | Ag2r La Mondiale           | 125           | 14            | 9             | 148           |
| 2.º           | Tony Gallopin      | Ag2r La Mondiale           | 85            | 3             | -             | 88            |
| 3.º           | Rudy Molard        | FDJ                        | 70            | -             | -             | 70            |
| 4.º           | Sylvain Chavanel   | Direct Énergie             | 60            | 5             | -             | 65            |
| 5.º           | Lilian Calmejane   | Direct Énergie             | 50            | 5             | -             | 55            |
| 6.º           | Mathias Le Turnier | Cofidis, Solutions Crédits | 40            | -             | -             | 40            |
| 7.º           | Mathias Frank      | Ag2r La Mondiale           | 35            | -             | -             | 35            |
| 8.º           | Christophe Laporte | Cofidis, Solutions Crédits | -             | 31            | -             | 31            |
| 9.º           | Jonathan Hivert    | Direct Énergie             | 30            | -             | -             | 30            |
| 10.º          | David Gaudu        | FDJ                        | 25            | -             | -             | 25            |